# Dragan Bender
Pour les articles homonymes, voir Bender.
Dragan Bender, né le 17 novembre 1997 à Čapljina, en Bosnie-Herzégovine, est un joueur croato-bosnien de basket-ball. Il évolue aux postes d'ailier fort et de pivot.

## Biographie

### Croatie (2012-2014)
Bender fait ses débuts professionnels à l'âge de 15 ans avec le KK Split. Il joue seulement six minutes durant lesquelles il marque deux points et prend un rebond.
Pour la saison suivante, Bender reste en Croatie et signe avec le KK Kaštela (en) qui fait partie de la deuxième division du pays. Avec son aide, l'équipe est promue en A-1 Liga, la première division croate. Plus particulièrement, il marque le panier de la victoire à trois secondes de la fin contre le KK Gorica (en) assurant à son équipe la montée à l'échelon supérieur. Plus tard, en février 2014, Bender rejoint l'équipe junior du KK Cedevita pour participer à l'Euroleague junior. Lors du match contre l'équipe serbe junior du KK Mega Basket, il termine avec 21 points, 9 rebonds et 6 passes décisives.

### Israël (2014-2016)
En 2014, Bender signe un contrat de sept ans avec le Maccabi FOX Tel Aviv, une équipe qui fait partie de la première division israélienne et participe à l'Euroligue. Mais, il est prêté au Maccabi Ironi Ramat Gan, une équipe de deuxième division israélienne. Bender passe la saison 2014-2015 avec Ironi. Il fait ses débuts le 21 octobre 2014 où il termine la rencontre contre Ramat HaSharon avec 13 points, 13 rebonds et 4 passes décisives. Le 12 décembre, il réalise un nouveau double-double avec 23 points et 12 rebonds dans la victoire contre le Maccabi Ra'anana. Le 1er janvier 2015, Bender réalise son meilleur match de la saison en termes de points avec 25 unités lors de la victoire de son équipe d'un point contre Barak Netanya (en). Après 28 matches, il termine la saison avec des moyennes de 9,7 points, 7,4 rebonds, 2,6 passes décisives et 1,1 contre. En 2014-2015, lors d'un match d'Euroleague junior, il marque 43 points et prend 21 rebonds en 35 minutes. À la fin de la saison, Bender retourne au Maccabi Tel-Aviv où il joue durant la saison 2015-2016.
Bender fait ses débuts avec le Maccabi Tel-Aviv en première division israélienne le 11 octobre 2015 et termine la rencontre avec 5 points, 3 rebonds et 3 contres dans la victoire contre le Maccabi Kiryat Gat (en). Il marque plus de 10 points pour la première fois de la saison lors d'un autre match contre Kiryat Gat, avec 15 points. Le 31 décembre 2015, il établit son meilleur total en termes de points de la saison avec 16 unités lors de la victoire de son équipe contre l'Hapoël Holon. Durant sa seconde année avec le Maccabi Tel-Aviv, Bender est nommé parmi les All-Star dans la sélection étrangère.

### Suns de Phoenix (2016-2019)

#### Saison 2016-2017
Le 6 avril 2016, il annonce sa candidature à la draft 2016 de la NBA. Dans le cas où une équipe NBA le choisit lors de cette draft et qu'elle voudrait le faire jouer en NBA avant la fin de son contrat avec le Maccabi, Bender et l'équipe NBA auraient à payer un total de 1,3 million de dollars pour racheter son contrat en Israël.
Le 23 juin 2016, plus jeune joueur de la draft, il est choisi en 4e position par les Suns de Phoenix. Il est largement considéré comme le meilleur prospect international disponible dans cette draft, très apprécié pour sa capacité technique au poste de pivot et son potentiel globalement inexploité sur d'autres facettes d'un match. En étant sélectionné en quatrième position, Bender devient le joueur drafté le plus haut par les Suns depuis Armen Gilliam, drafté en seconde position en draft 1987, et le Croate sélectionné le plus haut dans une draft NBA. Le 7 juillet, Bender signe un contrat rookie avec les Suns et rejoint l'équipe pour la NBA Summer League 2016. En cinq matchs de Summer League, Bender a des moyennes de 8,6 points, 5,6 rebonds, 1,0 passe décisive, 1,0 interception et 1,0 contre par match. Malgré son inconstance tout au long du tournoi (principalement dans la réussite au tir), Bender reçoit les éloges des scouts pour ses capacités sur le terrain. Bender est venu à Phoenix avec un entraîneur personnel, le Croate Mladen Sestan, qui travaille avec Bender presque tous les jours au cours des six années précédant son entrée en NBA. Il continue à travailler avec Sestan en dehors des entraînements des Suns durant sa première saison NBA.
Le 26 octobre 2016, Bender fait ses débuts avec les Suns lors du match d'ouverture de la saison contre les Kings de Sacramento ; en seulement 12 minutes en étant remplaçant, il marque 10 points à 4 sur 5 au tir dans la défaite des siens 113 à 94. Avec Bender jouant aux côtés de Devin Booker et de l'autre rookie des Suns Marquese Chriss, les Suns deviennent la première équipe NBA à mettre trois jeunes joueurs de moins de 20 ans sur le terrain dans le même match. Bender rejoint également Booker et Giánnis Antetokoúnmpo comme les seuls joueurs de 18 ans à marquer au moins 10 points dans un match depuis 2006-2007. Il réalise son second match avec au moins 10 points le 8 novembre lors de la défaite 138 à 109 chez les Warriors de Golden State. Le 26 décembre, Bender réalise son premier double-double en carrière avec 11 points et 13 rebonds, ses records en carrière lors de la défaite 131 à 115 chez les Rockets de Houston. Le 8 février 2017, Bender subit une opération arthroscopique de routine réussie sur sa cheville droite pour enlever un éperon osseux. De ce fait, il manque quatre à six semaines de compétition. Le 2 avril 2017, il fait son retour sur les parquets contre Houston.

#### Saison 2017-2018
En juillet 2017, Bender participe à la NBA Summer League 2017 avec les Suns. En cinq matchs, il a des moyennes de 14,2 points, 6,0 rebonds et 2,4 passes décisives par match. Il part ensuite avec la sélection croate disputer le Championnat d'Europe.

### Bucks de Milwaukee (2019-2020)
Le 25 juillet 2019, il s'engage pour deux saisons avec les Bucks de Milwaukee. Il est licencié le 8 février afin de laisser sa place dans l'effectif à Marvin Williams.

### Warriors de Golden State (2020)
Le 21 février 2020, il signe un contrat de 10 jours avec les Warriors de Golden State.

### Maccabi Tel-Aviv (2020-2022)
En septembre 2020, Bender retourne au Maccabi Tel-Aviv avec lequel il signe un contrat de 3 mois.

## Palmarès

### En club
- Champion d'Israël en 2015, 2016, 2021

### Distinctions personnelles
- All-Star du championnat d'Israël en 2016.

## Statistiques en NBA
| Saison    | Équipe       | Matchs | Titul. | Min./m | % Tir | % 3pts | % LF | Rbds/m. | Pass/m. | Int/m. | Ctr/m. | Pts/m. |
| --------- | ------------ | ------ | ------ | ------ | ----- | ------ | ---- | ------- | ------- | ------ | ------ | ------ |
| 2016-2017 | Phoenix      | 43     | 0      | 13,2   | 35,4  | 27,7   | 36,4 | 2,40    | 0,53    | 0,23   | 0,51   | 3,40   |
| 2017-2018 | Phoenix      | 82     | 37     | 25,2   | 38,6  | 36,6   | 76,5 | 4,40    | 1,59    | 0,27   | 0,65   | 6,48   |
| 2018-2019 | Phoenix      | 46     | 27     | 18,0   | 44,7  | 21,8   | 59,3 | 3,98    | 1,22    | 0,39   | 0,48   | 5,00   |
| 2019-2020 | Milwaukee    | 7      | 0      | 13,0   | 47,6  | 44,4   | 66,7 | 2,86    | 1,29    | 0,00   | 0,71   | 3,71   |
| 2019-2020 | Golden State | 9      | 3      | 21,6   | 43,7  | 32,4   | 72,7 | 5,89    | 2,11    | 0,44   | 0,44   | 9,00   |
| Total     | Total        | 187    | 67     | 20,1   | 39,9  | 32,3   | 65,4 | 3,85    | 1,27    | 0,29   | 0,57   | 5,42   |

Mise à jour le 12 mars 2020

## Records sur une rencontre en NBA
Les records personnels de Dragan Bender, officiellement recensés par la NBA sont les suivants :
| Type de statistique        | Saison régulière | Saison régulière                | Saison régulière |
| Type de statistique        | Record           | Adversaire                      | Date             |
| -------------------------- | ---------------- | ------------------------------- | ---------------- |
| Points                     | 23               | 2 fois                          | 2 fois           |
| Paniers marqués            | 9                | Nuggets de Denver               | 10 février 2018  |
| Paniers tentés             | 17               | @ Rockets de Houston            | 7 avril 2019     |
| Paniers à 3 points réussis | 6                | Thunder d'Oklahoma City         | 7 janvier 2018   |
| Paniers à 3 points tentés  | 8                | 5 fois                          | 5 fois           |
| Lancers francs réussis     | 5                | 2 fois                          | 2 fois           |
| Lancers francs tentés      | 8                | @ Rockets de Houston            | 7 avril 2019     |
| Rebonds offensifs          | 6                | Wizards de Washington           | 1er mars 2020    |
| Rebonds défensifs          | 12               | 2 fois                          | 2 fois           |
| Rebonds totaux             | 14               | Warriors de Golden State        | 8 avril 2018     |
| Passes décisives           | 8                | @ Hawks d'Atlanta               | 4 mars 2018      |
| Interceptions              | 3                | 2 fois                          | 2 fois           |
| Contres                    | 7                | Pelicans de La Nouvelle-Orléans | 5 avril 2019     |
| Balles perdues             | 5                | Bucks de Milwaukee              | 22 novembre 2017 |
| Minutes jouées             | 41               | Warriors de Golden State        | 8 avril 2018     |

- Double-double : 9
- Triple-double : 0

Dernière mise à jour : 22 septembre 2020

## Salaires
| Saison    | Équipe          | Salaire     |
| --------- | --------------- | ----------- |
| 2017-2018 | Suns de Phoenix | 4 468 800 $ |
| 2018-2019 | Suns de Phoenix | 4 661 280 $ |